# Malden Mills
Malden Mills Industries — американська компанія, оригінальний виробник тканини фліс, також виробляє інші сучасні тканини. Знаходиться в Лоренс (Массачусетс), має представництва в Гудзон (Нью-Гемпшир). Заснована в 1906. Отримала світову популярність в 1981 — з представлення сімейства флісових тканин Polartec.

## Пожежа та банкрутство
11 грудня 1995 на заводі компанії сталась пожежа. На час відновлення заводу директор компанії Аарон Фейєрштейн продовжував платити заробітну плату всім робітникам заводу (їх в компанії на той час працювало понад 2000) — до повного відновлення виробництва. У листопаді 2001 року, компанія Malden Mills оголосила про банкрутство, але у зв'язку із щедрістю своїх кредиторів, а також завдяки отриманню державних субсидій, змогла продовжити свою роботу.
У січні 2007 року компанія пережила друге банкрутство, після чого її активи були придбані нещодавно утвореною компанією Polartec.

## Продукція
В 2011 розпочав виробництво водонепроникної дихаючої тканини Polartec NeoShell.